# ندغ
سعتر حار أو النَّدْغ أو صعتر البر (باللاتينية: Satureja) جنس نباتي عشبي يتبع الفصيلة الشفوية. يضم هذا الجنس ثلاثين نوعاً تستعمل كثير منها كتوابل أو كنباتات زينة.

## من أنواعهالواطنةفيالوطن العربي
- الندغ البالاري (باللاتينية: Satureja pallaryi) في بلاد الشام
- الندغ الجبلي أو الصيفي (باللاتينية: Satureja montana) في بلاد الشام وشمال حوض البحر الأبيض المتوسط
- الندغ الزعتري (باللاتينية: Satureja thymbra) في بلاد الشام والمغرب العربي وقبرص وتركيا واليونان
- ندغ زعتري الأوراق (باللاتينية: Satureja thymbrifolia) في بلاد الشام
- ندغ سالزمان (باللاتينية: Satureja salzmannii) في المغرب العربي وإسبانيا
- الندغ العنتابي (باللاتينية: Satureja aintabensis) في بلاد الشام وتركيا
- الندغ النبطي (باللاتينية: Satureja nabateorum) في بلاد الشام

## من أنواعه الأخرى
- ندغ إسفيني الأوراق (باللاتينية: Satureja cuneifolia)
- الندغ البستاني (باللاتينية: Satureja hortensis)
- الندغ التوتي (باللاتينية: Satureja acinos)
- الندغ رمحي الأوراق (باللاتينية: Satureja linearifolia)
- الندغ الشائك (باللاتينية: Satureja spinosa)
- الندغ الشتائي
- الندغ الشمعي (باللاتينية: Satureja chandleri)
- ندغ فضفاض الأزهار (باللاتينية: Satureja laxiflora)
- ندغ قصير الأوراق (باللاتينية: Satureja parvifolia)
- ندغ كثير الأزهار (باللاتينية: Satureja multiflora)
- الندغ المكسيكي (باللاتينية: Satureja mexicana)